# Suavocallia splendens
Suavocallia splendens е вид коремоного от семейство Pupinidae. Видът е световно застрашен, със статут Уязвим.

## Разпространение
Разпространен е в Австралия.